# ادوویل-لا-اوبر
ادوویل-لا-اوبر (به فرانسوی: Audouville-la-Hubert) یک کمون در فرانسه است که در canton of Sainte-Mère-Église واقع شده‌است. ادوویل-لا-اوبر ۶٫۴۰ کیلومتر مربع مساحت دارد.